# Якушко, Александр Иванович
Александр Иванович Якушко (25 мая 1920 — 4 сентября 1991) — участник  Великой Отечественной войны, полный кавалер  ордена Славы

## Биография
Родился 25 мая 1920 в местечке Бобровищина (ныне Черниговская область) в рабочей семье. После окончания  семи классов, работал разнорабочим на сахарном  заводе. В  Красной Армии с сентября 1943, с того же времени принимал участие в боевых действиях.
В ходе  Будапештской наступательной операции, трижды успешно выполнил ответственное задание командования.  10 декабря 1944 награжден  орденом Славы 3-й степени.
Во время наступательных боев в  Словакии в январе 1945, во время отражения контратак противника, минировал местность. 9 февраля 1945 награжден  орденом Славы 2-й степени.
Во время боев возле города Брезно (Словакия), ночью с 14 на 15 марта 1945, в составе разведывательной группы, установил на дороге Бистица—Громанец,  фугас в котором находились боеприпасы. 15 мая 1946 награжден  орденом Славы 1-й степени.
Демобилизовался в мае 1946. Жил в селе Кобыжча (Черниговская область). Работал главным агрономом в колхозе. Скончался 4 сентября 1991.

## Награды
- Орден Славы I степени (15 июня 1946 № 626)
- Орден Славы II степени (9 февраля 1945 № 8938)
- Орден Славы III степени (10 декабря 1944 № 211018)
- Орден Отечественной войны I степени (11 марта 1985)